# کوبان (رود)
کوبان (به روسی: Куба́нь)، رودخانه‌ای در کشور روسیه که از کوه البروس سرچشمه گرفته و پس از گذر از سرزمین‌های «استاوروپول» و «کراسنودار» در قفقاز شمالی به دریای آزوف می‌ریزد.
این رود از پیوستن رودهای «اوللوکام» و «اوچ‌کولان» به وجود می‌آید و در خلیج تمریوک به دریای آزوف می‌ریزد. درازای رودخانه ۸۷۰ کیلومتر و مساحت حوضه آبریز آن ۵۷۹۰۰ کیلومتر مربع است.
شاخابه‌های مهم آن عبارتند از: تِبرِدا، زِلنِچوک بزرگ، زِلنِچوک کوچک، اوروپ، لابا، بِلایا و پِشیش. بر روی رودخانه کوبان سدهای تِشیک، کِراسنودار و شایسوق احداث شده‌است.  
از شهر کراسنودار تا دهانه ریزشگاه رود، قابل کشتیرانی است. شهرهای قاراچایوسک، چرکسک، نویننومیسک، کروپوتکین، اوست لابینسک، کراسنودار و تمریوک در ساحل این رودخانه واقع شده‌اند.